# Aldrine
L'aldrine est un insecticide chloré, non biodégradable. Il est considéré comme un POP (polluant organique persistant) et fait partie de la liste EPA des substances extrêmement dangereuses. Il a été utilisé au Canada pendant plus de 25 ans pour tuer les insectes dans les cultures, les forêts et dans les industries.

## Structure et réactivité
L'aldrine pure se présente sous la forme d'une poudre cristalline blanche. Bien qu'elle ne soit pas soluble dans l'eau (solubilité de 0,003 %), l'aldrine se dissout très bien dans les solvants organiques, tels que les cétones et les paraffines.
L'aldrine se décompose très lentement une fois libérée dans l'environnement. Bien qu'elle soit rapidement convertie en dieldrine par les plantes et les bactéries, la dieldrine conserve les mêmes effets toxiques et la même lente dégradation que l'aldrine.
L'aldrine est facilement transportée dans l'air par les particules de poussière. Elle ne réagit pas avec les acides ou bases faibles et reste stable dans un environnement dont le pH est compris entre 4 et 8. Elle est hautement inflammable lorsqu'elle est exposée à des températures supérieures à 200 °C.
En présence d'agent oxydants, l'aldrine réagit avec les acides concentrés et les phénols.

## Synthèse
L'aldrine n'est pas présente naturellement. Elle tire son nom du chimiste allemand Kurt Alder, l'un des co-inventeurs de ce type de réaction. L'aldrine est synthétisée en combinant l'hexachlorocyclopentadiène avec le norbornadiène dans une réaction de Diels-Alder, ce qui donne l'adduit.
En 1967, la composition de l'aldrine de qualité technique était rapportée comme contenant 90,5 % d'hexachlorohexahydrodiméthanonaphtalène (HHDN).

Synthèse de l'aldrine via une réaction de Diels-Alder

De manière similaire, un isomère de l'aldrine, connu sous le nom d'isodrine, est produit par la réaction de l'hexachloronorbornadiène avec le cyclopentadiène.
L'isodrine est également produite comme sous-produit de la synthèse de l'aldrine, l'aldrine de qualité technique contenant environ 3,5 % d'isodrine.

Isodrine

On estime que 270 millions de kilogrammes d'aldrine et d'autres pesticides de type cyclodiène ont été produits entre 1946 et 1976.
La production estimée d'aldrine aux États-Unis a culminé au milieu des années 1960 avec environ 18 millions de livres sterling par an avant de décliner.

## Formes disponibles
Il existe plusieurs formes disponibles d'aldrine. L'une d'entre elles est son isomère, isodrine, qui ne se trouve pas dans la nature mais doit être synthétisé comme l'aldrine. Lorsque l'aldrine pénètre dans le corps humain ou l'environnement, elle est rapidement convertie en dieldrine. La dégradation par les rayonnements ultraviolets ou les microbes peut transformer la dieldrine en photodieldrine et l'aldrine en photoaldrine.

## Mécanisme d'action
Bien que de nombreux effets toxiques de l'aldrine aient été découverts, les mécanismes exacts sous-jacents à cette toxicité ne sont pas encore totalement déterminés. Le seul processus toxique induit par l'aldrine qui est largement compris est celui de la neurotoxicité.

### Neurotoxicité
L'un des effets de l'intoxication à l'aldrine est la neurotoxicité. Des études ont montré que l'aldrine stimule le système nerveux central (SNC), ce qui peut entraîner une hyperexcitation et des crises convulsives. Ce phénomène s'exerce par deux mécanismes différents.
L'un des mécanismes repose sur la capacité de l'aldrine à inhiber les calcium ATPases cérébrales. Ces pompes ioniques permettent d'évacuer activement le calcium des terminaisons nerveuses. Toutefois, lorsque l'aldrine inhibe ces pompes, les niveaux intracellulaires de calcium augmentent, ce qui entraîne une libération accrue de neurotransmetteurs.
Le second mécanisme repose sur la capacité de l'aldrine à bloquer l'activité de l'acide gamma-aminobutyrique (GABA). Le GABA est un neurotransmetteur inhibiteur majeur du système nerveux central. L'aldrine induit ses effets neurotoxiques en bloquant le complexe canal-récepteur GABAA. En bloquant ce récepteur, le chlorure ne peut plus entrer dans la synapse, ce qui empêche l'hyperpolarisation des synapses neuronales. Par conséquent, les synapses sont plus susceptibles de générer des potentiels d'action.

## Métabolisme
Le métabolisme de l'exposition orale à l'aldrine n'a pas été étudié chez l'homme. Cependant, des études animales permettent d'obtenir un aperçu détaillé du métabolisme de l'aldrine. Ces données peuvent être extrapolées à l'homme.
La biotransformation de l'aldrine commence par l'époxydation de l'aldrine par des oxydases à fonction mixte (CYP-450), ce qui forme la dieldrine. Cette conversion se produit principalement dans le foie. Les tissus exprimant peu de CYP-450 utilisent plutôt la prostaglandine endoperoxyde synthase (PES). Cette voie oxydative bisdioxygène l'acide arachidonique en prostaglandine G2 (PGG2). Ensuite, la PGG2 est réduite en prostaglandine H2 (PGH2) par une hydroperoxydase.
La dieldrine peut ensuite être oxydée directement par des cytochromes oxydases, formant ainsi la 9-hydroxydieldrine. Une alternative à cette oxydation implique l'ouverture du cycle époxyde par des hydrolases d'époxyde, produisant du 6,7-trans-dihydroxydihydroaldrine. Ces deux produits peuvent être conjugués pour former respectivement le glucuronide de 6,7-trans-dihydroxydihydroaldrine et le glucuronide de 9-hydroxydieldrine. Le 6,7-trans-dihydroxydihydroaldrine peut également être oxydé pour former l'acide dicarboxylique de l'aldrine,.

## Efficacité et effets secondaires
En tenant compte de la toxicocinétique de l'aldrine dans l'environnement, l'efficacité du composé a été déterminée. De plus, les effets indésirables après exposition à l'aldrine sont étudiés, mettant en évidence les risques associés à ce composé.

### Efficacité
L'efficacité de l'aldrine pour le contrôle des termites est évaluée afin de déterminer sa réponse maximale lorsqu'il est appliqué. En 1953, des chercheurs américains ont testé l'aldrine et la dieldrine sur des terrains infestés de rats porteurs de aoûtats. Le traitement à la dieldrine a démontré une diminution de la population d'aoûtats 75 fois plus importante sur les rats traités, tandis que l'aldrine a réduit cette population de 25 fois. Le traitement à l'aldrine a montré une grande efficacité, en particulier en comparaison avec d'autres insecticides utilisés à l'époque, comme le DDT, le soufre ou le lindane.

### Effets indésirables
L'exposition de l'aldrine dans l'environnement entraîne la présence de ce composé chimique dans l'air, le sol et l'eau. L'aldrine est rapidement transformée en dieldrine, qui se dégrade lentement, entraînant ainsi l'accumulation de concentrations d'aldrine dans l'environnement, notamment dans les plantes. Ces concentrations peuvent également être retrouvées chez les animaux consommant des plantes contaminées ou des animaux vivant dans des eaux contaminées. Ce phénomène de biomagnification entraîne une accumulation élevée du composé dans les graisses des organismes.
Des cas ont été rapportés de travailleurs ayant développé une anémie après des expositions répétées à la dieldrine. Cependant, l'effet indésirable principal de l'aldrine et de la dieldrine concerne le système nerveux central. L'accumulation de dieldrine dans l'organisme est soupçonnée d'entraîner des convulsions. D'autres symptômes ont également été rapportés, notamment des maux de tête, des nausées, des vomissements, une anorexie, des contractions musculaires et des distorsions de l'EEG. Dans tous les cas, l'arrêt de l'exposition à l'aldrine/dieldrine a entraîné une récupération rapide.

## Toxicité
La toxicité de l'aldrine et de la dieldrine est déterminée par les résultats de plusieurs études animales. Aucun rapport n’a établi une augmentation significative des décès chez les travailleurs exposés à l’aldrine, bien que des cas de décès par anémie aient été signalés après de multiples expositions. Des tests immunologiques ont mis en évidence une réponse antigénique aux érythrocytes recouverts de dieldrine dans ces cas. Une relation dose-réponse directe comme cause de décès reste encore à examiner.
La dose sans effet toxique dérivé des études sur les rats aboutit aux résultats suivants :
- Le niveau de risque minimal pour une exposition orale aiguë à l’aldrine est de 0,002 mg/kg/jour.
- Le niveau de risque minimal pour une exposition intermédiaire à la dieldrine est de 0,0001 mg/kg/jour.
- Le niveau de risque minimal pour une exposition chronique à l’aldrine est de 0,00003 mg/kg/jour.
- Le niveau de risque minimal pour une exposition chronique à la dieldrine est de 0,00005 mg/kg/jour.

En plus de ces études, des recherches sur le risque de cancer du sein ont été menées, démontrant une augmentation significative du risque. En comparant les concentrations sanguines au nombre de ganglions lymphatiques et à la taille de la tumeur, un risque de mortalité 5 fois plus élevé a été déterminé en comparant le quartile supérieur à l’intervalle de quartile inférieur.

### Effets sur les animaux
La plupart des études animales réalisées avec l’aldrine et la dieldrine ont été menées sur des rats. De fortes doses ont démontré une neurotoxicité, mais plusieurs études ont également mis en évidence une sensibilité particulière du foie de la souris à la hépatocarcinogénicité induite par la dieldrine. De plus, les rats traités à l’aldrine ont présenté une augmentation de la mortalité post-natale, les adultes montrant une sensibilité accrue à ces composés par rapport aux jeunes rats.

## Impact environnemental et réglementation
Comme les autres pesticides polychlorés apparentés, l'aldrine est hautement lipophile. Sa solubilité dans l'eau est seulement de 0,027 mg/L, ce qui renforce sa persistance dans l'environnement. Elle a été interdite par la Convention de Stockholm sur les polluants organiques persistants. Aux États-Unis, son utilisation a été annulée en 1974. Cette substance est également interdite en tant que produit de protection des plantes par l'UE.  

## Sécurité et aspects environnementaux
L'aldrine a une dose létale médiane (LD50) orale chez le rat comprise entre 39 et 60 mg/kg. En revanche, elle est extrêmement toxique pour les poissons, avec une CL50 de 0,006–0,01 pour la truite et le crapet arlequin.
Aux États-Unis, l'aldrine est considérée comme un cancérogène professionnel potentiel par l'Occupational Safety and Health Administration et l'Institut national pour la sécurité et la santé au travail (NIOSH). Ces agences ont fixé une limite d'exposition professionnelle pour les expositions cutanées à 0,25 mg/m3 sur une moyenne pondérée de huit heures.  
De plus, une limite IDLH a été fixée à 25 mg/m3, basée sur des données de toxicité aiguë chez l'homme, où des sujets ont présenté des convulsions dans les 20 minutes suivant l'exposition.  
Elle est classée comme une substance extrêmement dangereuse aux États-Unis, conformément à la section 302 de l'Emergency Planning and Community Right-to-Know Act (42 U.S.C. 11002). Par conséquent, les installations qui la produisent, la stockent ou l'utilisent en quantités significatives doivent se conformer à des exigences strictes en matière de déclaration.

## Précaution
La Loi sur la santé et la sécurité du travail vise l'élimination des dangers à la source. Lorsque des mesures d'ingénierie et les modifications de méthode de travail ne sont pas suffisantes pour réduire l'exposition à cette substance, le port d’équipement de protection individuelle peut être obligatoire. Ces équipements de protection doivent être conformes à la réglementation.
Voies respiratoires :
Porter un appareil de protection respiratoire si la concentration dans le milieu de travail est supérieure à la VEMP (0,25 mg·m-3).
Peau :
Porter un appareil de protection de la peau. La sélection d'un équipement de protection de la peau dépend de la nature du travail à effectuer.
Yeux :
Porter un appareil de protection des yeux s'il y a risque d'éclaboussures. La sélection d'un protecteur oculaire dépend de la nature du travail à effectuer et, s'il y a lieu, du type d'appareil de protection respiratoire utilisé.